# اکسل ویتسل
اکسل لورن آنخل لامبرت ویتسل (فرانسوی: Axel Laurent Angel Lambert Witsel‎؛ زادهٔ ۱۲ ژانویهٔ ۱۹۸۹) بازیکن فوتبال اهل بلژیک است که در پست مدافع میانی برای باشگاه اتلتیکو مادرید بازی می‌کرد.

## افتخارات

### زنیت
- لیگ برتر روسیه ۲۰۱۴–۲۰۱۵
- جام حذفی فوتبال روسیه ۲۰۱۵–۲۰۱۶
- سوپر جام فوتبال روسیه ۲۰۱۵–۲۰۱۶

### دورتموند
- سوپر جام فوتبال آلمان ۲۰۱۹
- نایب‌قهرمانی بوندس لیگا ۲۰۱۸–۲۰۱۹
- نامزد بهترین هافبک لیگ قهرمانان اروپا ۲۰۱۹